# 比尔·赫塞尔廷
比尔·赫塞尔廷（英語：Bill Heseltine，？—），澳大利亚男子自行车运动员。他曾代表澳大利亚参加1950年英联邦运动会自行车比赛，获得男子10英里捕捉赛金牌。